# Neolophonotus chaineyi
Neolophonotus chaineyi là một loài ruồi trong họ Asilidae. Neolophonotus chaineyi được Londt miêu tả năm 1986. Loài này phân bố ở vùng nhiệt đới châu Phi.